# 阻塞性睡眠呼吸暂停
阻塞性睡眠呼吸暂停（OSA）属于一种呼吸暂停类型，其满足呼吸暂停的标准且在整个呼吸气流缺失期间存在持续或增加的吸气努力。阻塞性睡眠呼吸暂停是最常见的睡眠相关呼吸障碍，其特征是在睡眠时反复发生的上呼吸道完全或部分受阻，导致睡眠期间呼吸减少或暂停，且尽管有試著呼吸却会伴随血氧饱和度的降低。
当阻塞性睡眠呼吸暂停伴有白天症状（如白天过度嗜睡、认知功能下降）时，一般使用阻塞性睡眠呼吸暂停综合征（obstructive sleep apnea/hypopnea syndrome，OSAS）或阻塞性睡眠呼吸暂停低通气综合征（OSAHS）或阻塞性睡眠呼吸中止/低下症候群来指代。
以上這些關於呼吸被抑制的情形通稱為呼吸暫停，每次呼吸中止通常会持续20到40秒。

## 成因
此病症发生主要原因是在睡眠时上呼吸道肌肉群和口腔及咽喉软组织过于松弛、过度异常增生或肥大，而造成睡眠过程中反覆发生上呼吸道部分或全部阻塞。此处的肌肉包括：腭帆张肌、鼻翼提肌、环甲肌、甲杓肌、颏舌肌、颏舌骨肌、胸骨舌骨肌、胸骨甲状肌；软组织则包括：软腭、口咽扁桃腺及淋巴、侧咽壁软组织、舌根软组织、会厌软骨。
一般认为绝大多数的阻塞性睡眠呼吸暂停由以下原因造成：
- 年纪大
- 暂时或永久的脑损伤
- 肌肉张力下降（可由毒品和酒精引起，也有因为神经系统或其它紊乱而引起的。部分人可能会有不止一种症状。）
- 由长期打鼾引起的咽部局部神经病变（鼾声由上呼吸道软组织震动产生，有人提出打鼾会引起上呼吸道肌肉神经损伤，进而诱发阻塞性睡眠呼吸暂停。[10]
- 呼吸道周围软组织增多（部分是因为肥胖）
- 引起气道狭窄的先天或后天（如创伤）结构特征

一些有阻塞性睡眠呼吸暂停的成年人都伴有肥胖的特征，肥胖的成年人在睡眠时会表现出咽部组织增加，导致呼吸道阻塞。拥有正常身高体重指数（BMI）的成年人则一般是因为肌力下降而引起气道塌陷和睡眠呼吸暂停。仰卧的睡姿也是睡眠呼吸暂停的风险因素之一；仰卧的睡姿造成的下颌骨后缩与舌头塌陷构成睡眠呼吸暂停综合征的解剖学基础。
睡眠呼吸暂停与复发性扁桃体炎发病机制与结果均不相同。

## 治疗
治疗方法分为三个面向：
- 行为治疗：体重控制、加强运动。
- 装置治疗：连续气道正压通气、口内止鼾器（止鼾牙套）。
- 手术治疗：腭垂腭咽成形术（UPPP）、牵张成骨术、颏舌肌前徙术（GA）、双颌前徙术（MMA）等等。